# Мустафа Мансур
Мустафа Мансур (араб. مصطفى منصور, нар. 2 серпня 1914 — пом. 24 липня 2002) — єгипетський футболіст, що грав на позиції воротаря. По завершенні ігрової кар'єри — тренер, арбітр, футбольний функціонер і політик.
Виступав, зокрема, за шотландські клуби «Квінз Парк» та «Селтік», а також національну збірну Єгипту.

## Клубна кар'єра
У дорослому футболі дебютував виступами на батьківщині за команду клубу «Аль-Аглі». 
За рекомендацією тренера збірної Єгипту шотландця Джеймса Маккре 1935 року переїхав до Шотландії, де почав навчання в одному з коледжів у Глазго. Під час навчання продовжив грати у футбол, ставши голкіпером місцевого аматорського клубу «Квінз Парк». Таким чином став одним з перших гравців з-поза Британських островів, що виступали у шотландській першості. Відіграв за команду з Глазго наступні три сезони своєї ігрової кар'єри.
1938 року перейшов до клубу «Селтік», за який відіграв один сезон. З початком Другої світової війни повернувся на батьківщину.

## Виступи за збірну
Грав у складі національної збірної Єгипту.
Був учасником чемпіонату світу 1934 року в Італії, де захищав ворота африканської команди в її єдиному матчі на турнірі — програній з рахунком 2:4 грі першого етапу проти збірної Угорщини, в якій зазнав перелом носа. Також брав участь у футбольному турнірі на Олімпійських іграх 1936 року у Берліні.

## Подальше життя
Після повернення до Єгипту був футбольним рефері, деякий час очолював тренерський штаб клубу «Аль-Аглі», посідав керівні посади в структурах управління футболом в Єгипті, з 1958 по 1971 рік був генеральним секретарем КАФ. Згодом також обіймав міністерську посаду в єгипетському уряді.
Помер 24 липня 2002 року на 88-му році життя.